# Kościół św. Rocha i św. Marcina w Rzeszowie
Kościół Świętych Rocha i Marcina znajduje się w Słocinie, dzielnicy na wschodzie Rzeszowa.

## Historia
Najstarsza wzmianka o Słocinie jako o wsi pochodzi z XIV wieku, zaś o parafii z XV. Losy świątyni nie są do końca jasne, jednak na podstawie przypuszczeń pierwszy kościół ufundowali Pileccy, a dokładniej Otto Pilecki, kasztelan sandomierski. Kościół konsekrowany najprawdopodobniej w 1379 roku oddano pod patronat św. Marcina biskupa, stąd jego obecność w herbie Słociny. Po pożarze w połowie wieku XV, ponownej fundacji w 1466 roku dokonał Jan Pilecki. 
Kościół gotycki częściowo zniszczyli Tatarzy w 1624 roku. W początku wieku XIX (ok. 1826 r.) do kościoła dobudowano od strony zachodniej, dużą, kwadratową wieżę. Od XVII wieku wokół funkcjonuje cmentarz. Budowę nowej świątyni podjęto się dopiero na początku XX wieku. Kościół poświęcono w 1916 roku, a konsekrowano w 1932 pod wezwaniem świętych Rocha i Marcina, którego kult w Słocinie sięga XVII wieku. Ówcześni mieszkańcy wierzyli, że święty pomógł im przetrwać zarazę cholery.

## Architektura
Kościół jest ceglano-kamienną budowlą, zbudowaną w latach 1913–1916 według projektu lwowskiego architekta Tadeusza Obmiańskiego. Trójnawowy z węższym prezbiterium i 60-metrową wieżą.
Wewnętrzne ściany świątyni pokrywa polichromia namalowana w latach trzydziestych, odnawiana w latach 2002–2003. Wystrój wnętrza utrzymany jest w stylu neogotyckim i neobarokowym. Ołtarz główny w formie tryptyku z obrazami Jana Bukowskiego namalowanymi w 1929 roku. W ołtarzu bocznym znajduje się obraz św. Rocha, prawdopodobnie z XVII wieku. 
W 2001 r. stare pokrycie dachu zastąpiono blachą miedzianą, odrestaurowano elewację świątyni. We wnętrzu kościoła można już podziwiać odnowione (2002-3) unikatowe malowidła J. Makarewicza oraz odnowione ołtarze (2004) wraz z nowym wystrojem prezbiterium (2001-3).
W sąsiedztwie kościoła znajdują się zabudowania poplebańskie: ochronka z 1896 roku, organistówka i dom parafialny zbudowany w roku 1938. W 2004/5 odnowiono elewacje wszystkich budynków należących do zespołu przykościelnego.